# Pennsylvanijska avenija
Pennsylvanijska avenija (engleski: Pennsylvania Avenue) je ulica u Washingtonu koja povezuje Bijelu kuću i Kapitol, dvije najvažnije političke institucije u Sjedinjenim Američkim Državama. Zbog svoje povijesne, kulturološke, društvene i političke važnosti često se naziva i "Glavnom američkom ulicom" te je poprište brojnih blagdanskih proslava, svečanih parada, ali i prosvjeda. Zahvaljujući svemu tome, avenija je u američkom novinarstvu postala bliskoznačnica za teme američke politike, jednakosti, demokracije i općenito stanja u američkom društvu te američke političke scene.
Uzduž avenije prostiru se brojni spomenici, memorijalni centri, muzeji i povijesne građevine od nacionalne važnosti, kao i zgrade sjedišta FBI-ja i Svjetske banke. Po aveniji prometuje nekoliko autobusnih gradskih linija, a u uzduž avenije nalazi se nekoliko postaja Washingtonske podzemne željeznice. Avenija je dio državne mreže autocesta. Službena adresa Bijele kuće glasi 1600 Pennsylvania Avenue.

## Vanjske poveznice

### Mrežna sjedišta
- Projekt obnove povijesnih dijelova Avenija na službenim stranicama Bijele kuće (engl.)
- Nacionalna služba za parkove - Glavna američka ulica (engl.)
- Pennsylvanijska avenija na stranicama Kongresne knjižnice (engl.)

### Sestrinski projekti
|  | Zajednički poslužitelj ima još gradiva o temi Pennsylvanijska avenija |